# Гедо
Гедо — провінція на півдні Сомалі, частина історичного регіону Джубаленд. Столиця Гедо — місто Гарбахаррей. Провінція була створена в 1980-ті роки. На Заході вона межує з Ефіопським регіоном Огаден, на південному заході з Північно-східною провінцією Кенії і з сомалійськими регіонами Баколь, Бай, Середня Джуба і Нижня Джуба на Сході.

## Політична ситуація
На 2014 рік Гедо формально входить до складу автономного утворення Джубаленд, яке підписала угоду з Федеральним урядом Сомалі, і є ареною зіткнень сил ФПС з Джамаат Аш-Шабаабом.